# Boea lawesii
Boea lawesii är en tvåhjärtbladig växtart som beskrevs av H.O. Forbes. Boea lawesii ingår i släktet Boea och familjen Gesneriaceae. Inga underarter finns listade i Catalogue of Life.